# リレーハンスト
リレーハンストとは参加者が交代で食事を絶つ抗議活動である。交代までの時間は数時間から数日程度が一般的である。
参加者が「交代でハンガー・ストライキ（ハンスト）を行う」との意味で「リレーハンスト」といわれる。「ハンガー・ストライキリレー」と表記されることもある。
2008年にはインド在住のチベット亡命者が、中国政府への抗議を目的として行っていることが報じられている。